# Liporrhopalum subulatae
Liporrhopalum subulatae är en stekelart som beskrevs av Hill 1969. Liporrhopalum subulatae ingår i släktet Liporrhopalum och familjen fikonsteklar.
Artens utbredningsområde är Filippinerna. Inga underarter finns listade i Catalogue of Life.